# Anomala modesta
Anomala modesta är en skalbaggsart som beskrevs av Benderitter 1922. Anomala modesta ingår i släktet Anomala och familjen Rutelidae. Inga underarter finns listade i Catalogue of Life.